# Sachsenburg
Sachsenburg è un comune austriaco di 1 299 abitanti nel distretto di Spittal an der Drau, in Carinzia; ha lo status di comune mercato (Marktgemeinde). Nel 1865 ha inglobato il comune soppresso di Pusarnitz, tornato autonomo nel 1889; nel 1973 il comune di Sachsenburg è stato a sua volta soppresso e fuso agli altri comuni soppressi di Möllbrücke e Pusarnitz per formare il nuovo comune di Lurnfeld, ma è tornato autonomo nel 1992.

## Amministrazione

### Gemellaggi
Sachsenburg è gemellata con:
- Spilimbergo
- Frankenberg/Sachsen